# Itinerario Muralístico de Vitoria-Gasteiz

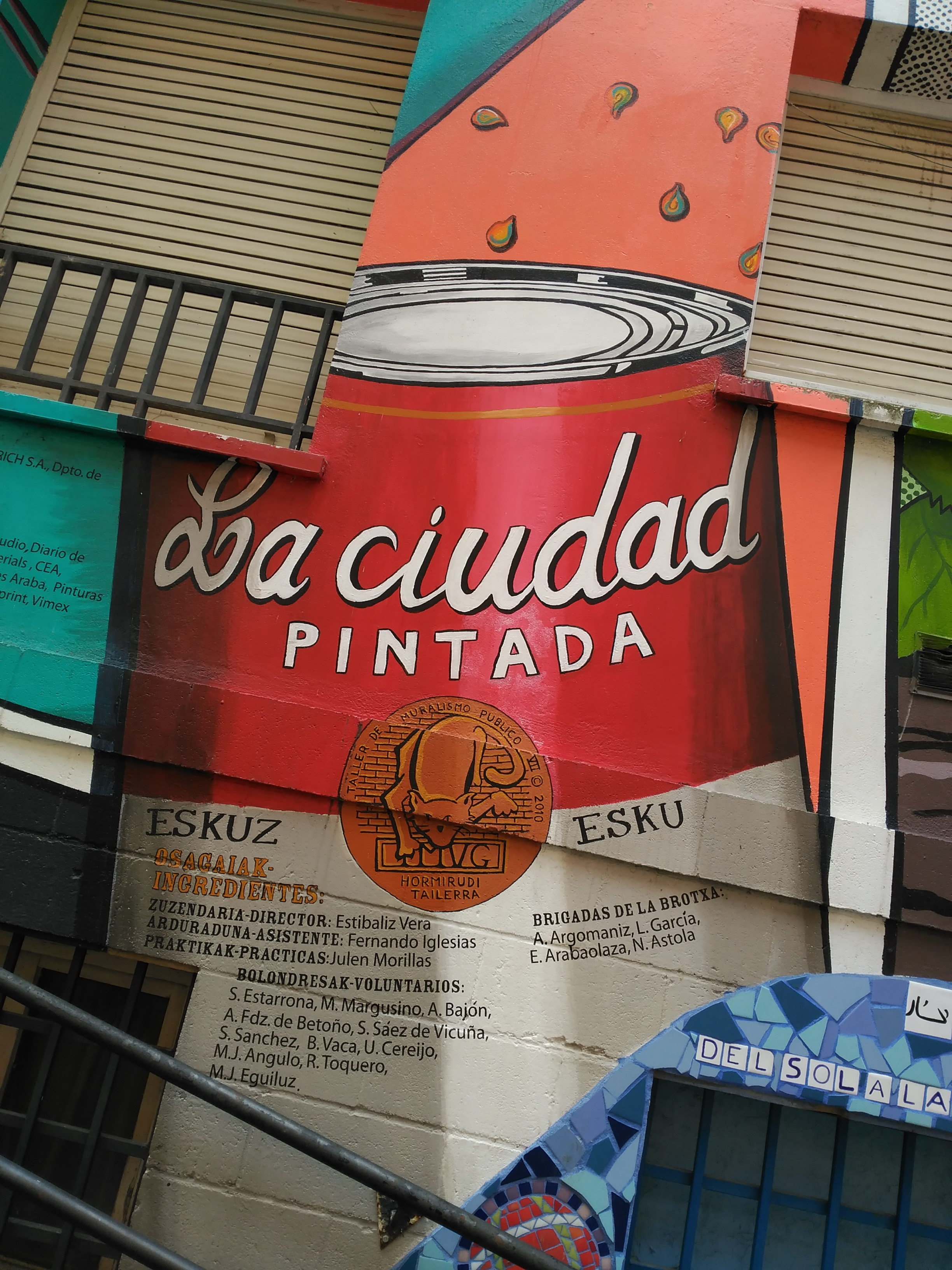
IMVG La ciudad pintada

El Itinerario Muralístico de Vitoria-Gasteiz (IMVG La ciudad pintada) es una herramienta de expresión pública y comunitaria para crear murales a gran escala sobre fachadas, generando una galería de arte a ras de suelo, donde proceso y producto cobran igual valor.

## Origen
Christina Werckmeister, Veronica Werckmeister y Brenan Duarte fundaron en 2007 el Itinerario Muralístico de Vitoria-Gasteiz - IMVG La ciudad pintada, para dotar a la ciudad de Vitoria con un espacio abierto de participación y creación. Desde el año 2007 la iniciativa ha creado 12 talleres de muralismo público colaborativo en el Casco Histórico de la ciudad en los que han participado más de 500 personas. También se han creado murales colaborativos en centros educativos de la ciudad y el entorno rural de la provincia de Álava. En 2013 la experiencia del muralismo comunitario se extiende al barrio obrero de Zaramaga, donde se han realizado 4 proyectos participativos a lo largo del 2013, 2014, 2015 y 2016.

## Objetivos
- Muralismo público colaborativo como herramienta cultural para facilitar la cohesión social ciudadana a través del arte.
- Producir obras de arte públicas con la participación de la ciudadanía.
- Impulsar a artistas profesionales a implicarse en su entorno junto al vecindario y las personas interesadas en participar activamente en creaciones que mejoran y embellecen su propio barrio.

## Murales

### Descripción
| Año       | Ubicación   | Título                                | Dirección                                    | Asistentes                                               | Superficie |
| --------- | ----------- | ------------------------------------- | -------------------------------------------- | -------------------------------------------------------- | ---------- |
| 2018      | Casco Viejo | Auzoan Hazi Hezi Bizi                 | Alexandre Fernández                          |                                                          | 180 m²     |
| 2018      | Ariznabarra | Vecinas                               | Matías Mata Sabotaje al Montaje              | Estibaliz Vera                                           | 120 m²     |
| 2016      | Zaramaga    | Usted está aquí                       | Itzal García, David Tavares                  | Carolina Fernández                                       | 120 m²     |
| 2015      | Zaramaga    | El lince de Zaramaga                  | Karen Warner                                 | Luis Carlos Orduz                                        | 89 m²      |
| 2014-2015 | Zaramaga    | En la cresta de la arruga             | Eva Mena y Nahikari Mora                     | Alexei Lacalle y Estibaliz Vera                          | 120 m²     |
| 2013      | Zaramaga    | No hay presente ni futuro sin memoria | Javier Hernández Landazabal                  | Veronica Werckmeister                                    | 210 m²     |
| 2012      | Coronación  | Érase una vez el voluntariado         | Antoni Gabarre                               | Aleksei Lacalle                                          | 82 m²      |
| 2011      | Coronación  | Somos Agua / Somos Arte               | Veronica Werckmeister                        | Estibaliz Vera, Aleksei Lacalle                          | 200 m²     |
| 2011      | Casco Viejo | La Luz de la Esperanza                | Michelle Angela Ortiz, Iván García Bartolomé | Julen Morillas, Mikel Baraibar                           | 225 m²     |
| 2011      | Casco Viejo | ¿Qué haremos con lo que sabemos?      | Veronica Werckmeister                        | Nadia Beltrán de Lubiano, Aleksei Lacalle, Irantzu Lekue | 150 m²     |
| 2010      | Casco Viejo | Eskuz Esku (Zapatería)                | Marta Gil Estremiana                         | Jaime Alejandro Cornelio Yacamán                         | 150 m²     |
| 2010      | Casco Viejo | Eskuz Esku (Mosaico)                  | John Pitman Weber                            | Alicia Vallejo Sanz                                      | 50 m²      |
| 2010      | Casco Viejo | Eskuz Esku (Herrería)                 | Estibaliz Vera                               | Fernando Iglesias                                        | 30 m²      |
| 2010      | Casco Viejo | La Noche Más Corta                    | Gorka Otsoa de Alda                          | Iván García Bartolomé                                    | 180 m²     |
| 2009      | Casco Viejo | Cubiertos de Cielo y Estrellas        | Patricia López Landabaso                     | Estibaliz Vera                                           | 225 m²     |
| 2009      | Casco Viejo | El triunfo de Vitoria                 | Carlos Adeva                                 | Josune Ruiz-Carrillo                                     | 225 m²     |
| 2008      | Casco Viejo | Continentes                           | Veronica Werckmeister, Chris Werckmeister    | Miren Elorrieta, Begoña Fernández                        |            |
| 2007      | Casco Viejo | Al hilo del tiempo                    | Veronica Werckmeister, Chris Werckmeister    |                                                          | 225 m²     |

### Imágenes

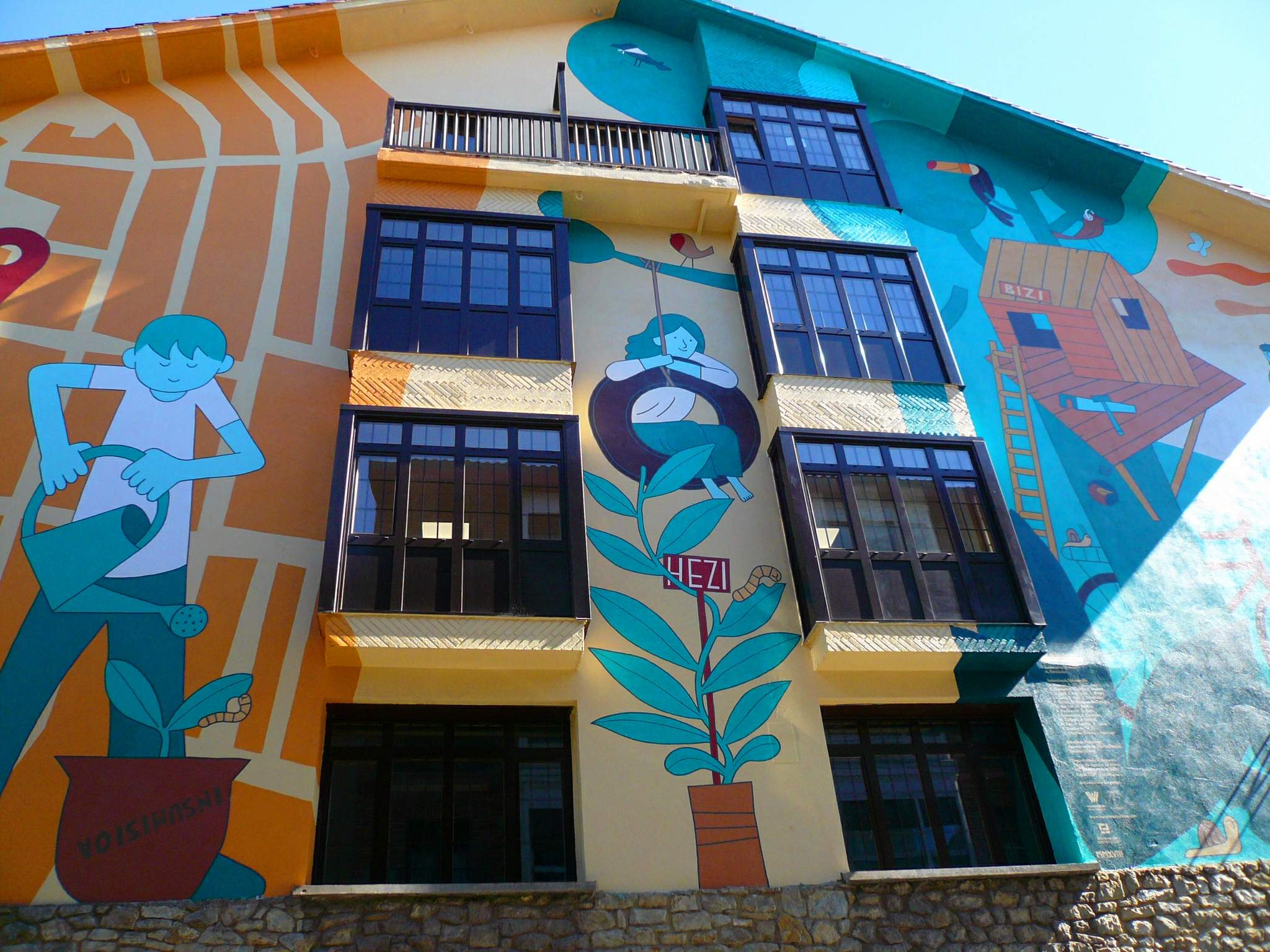
Auzoan Hazi Hezi Bizi, 2018
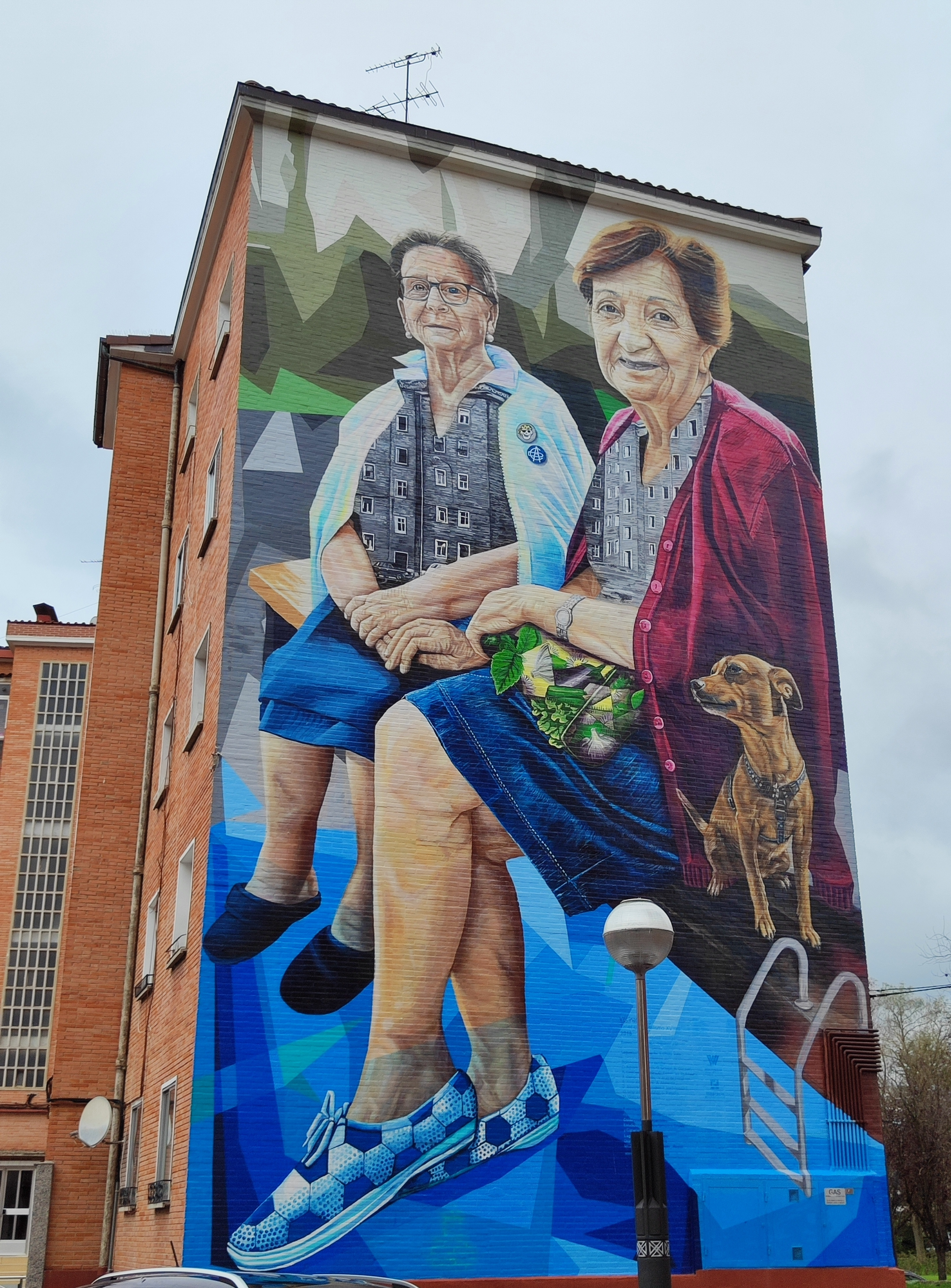
Vecinas, 2018
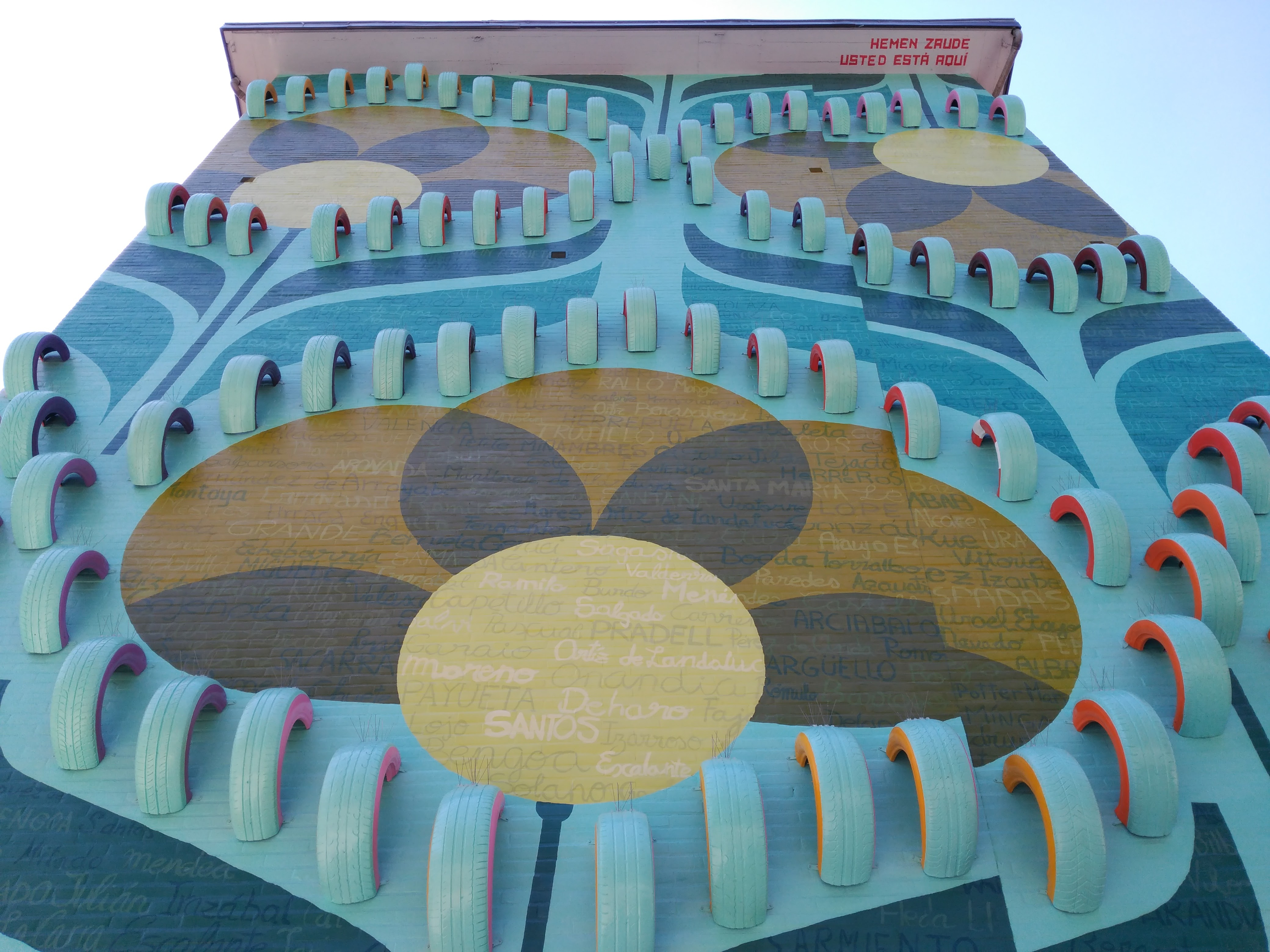
Usted está aquí, 2016
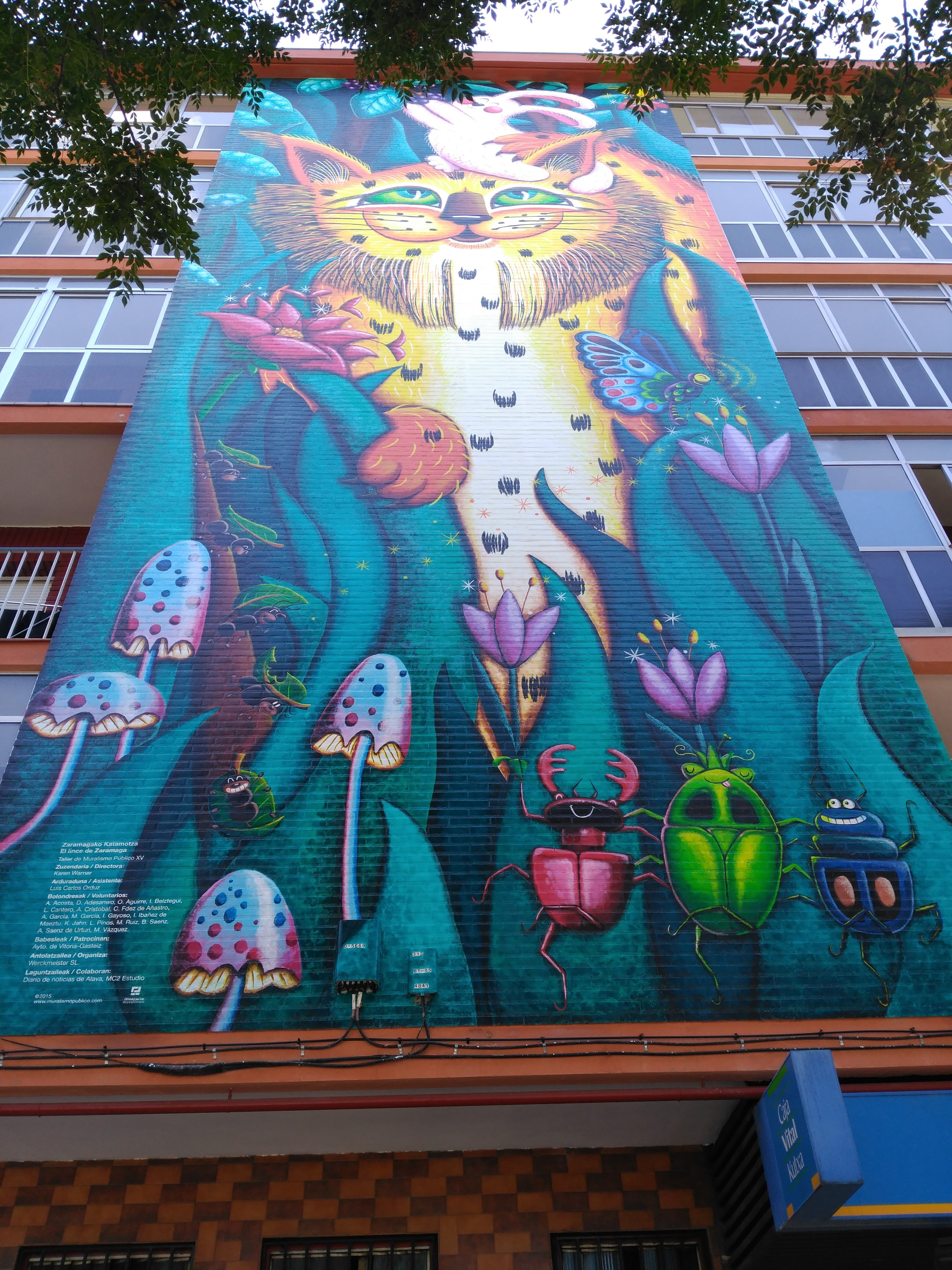
El lince de Zaramaga, 2015
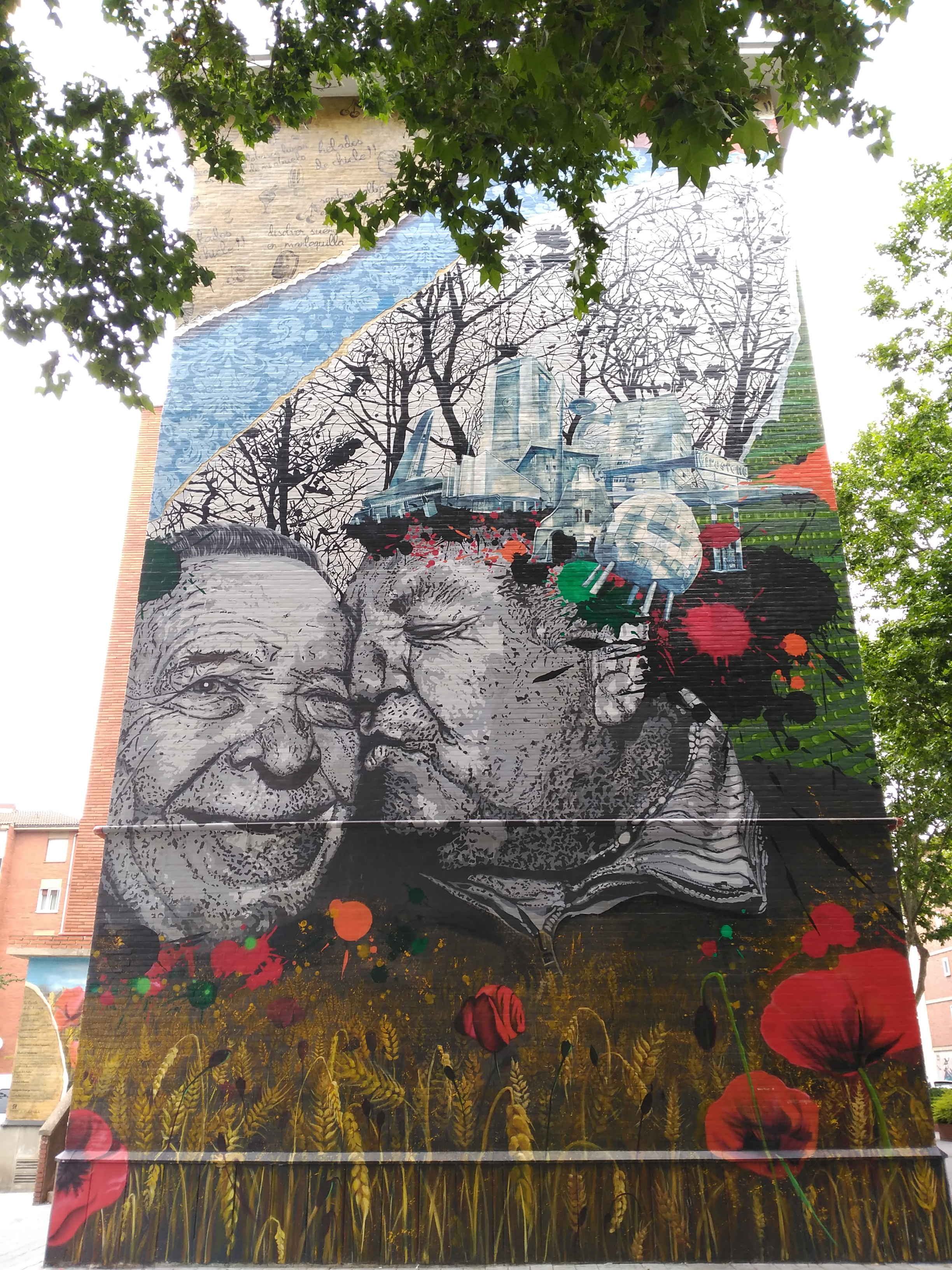
En la cresta de la arruga, 2014
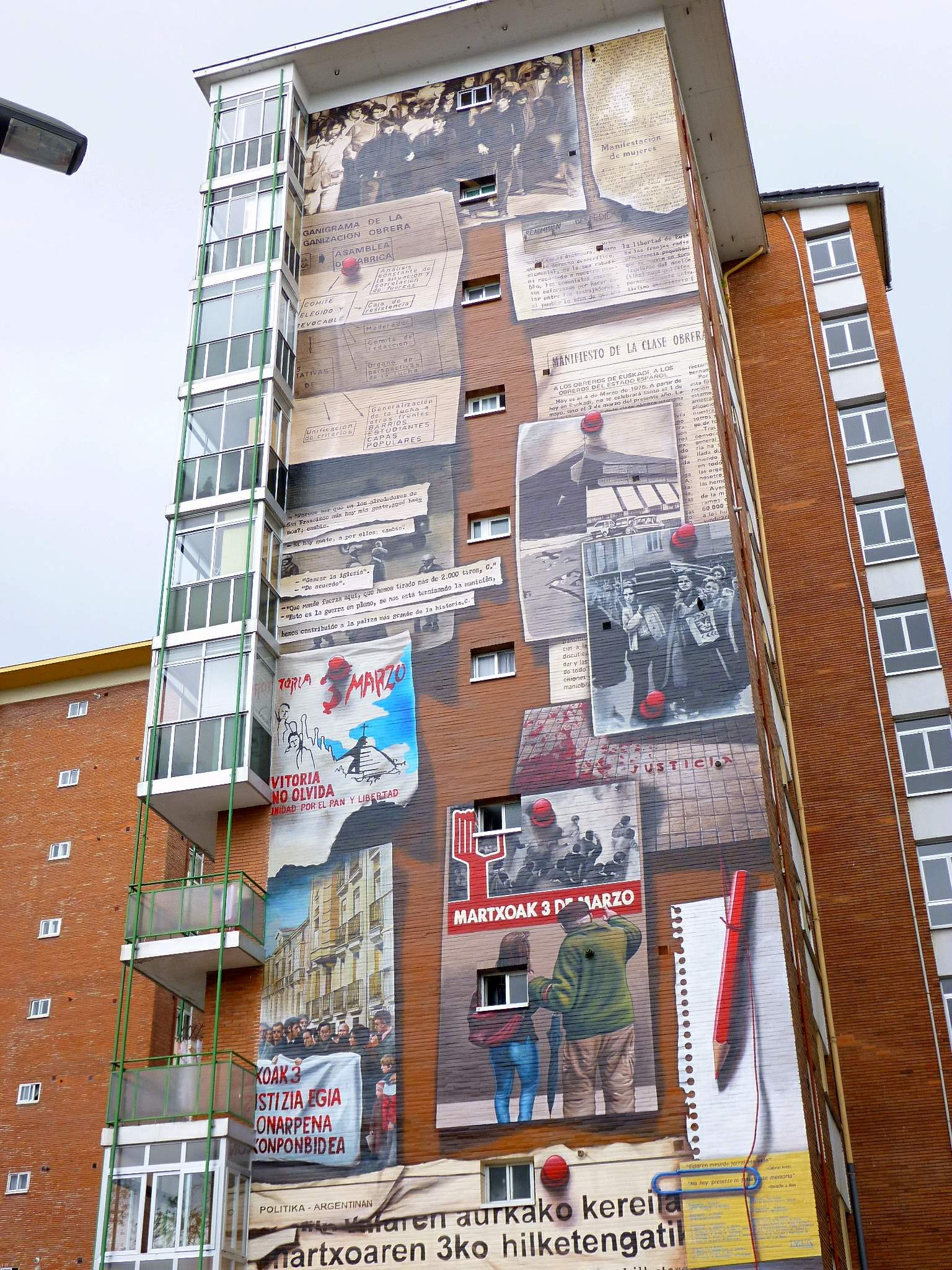
No hay presente ni futuro sin memoria, 2013
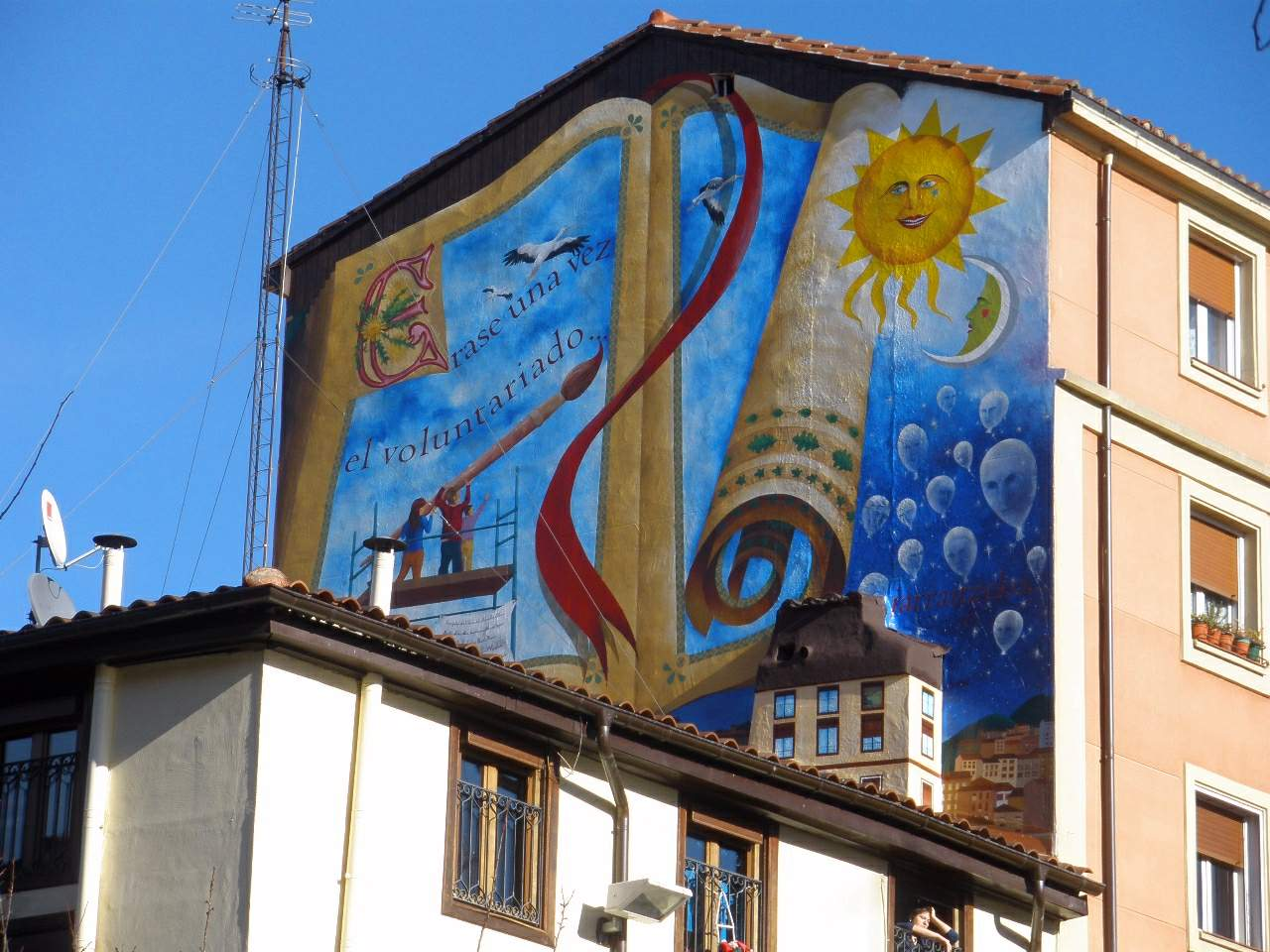
Érase una vez el voluntariado, 2012
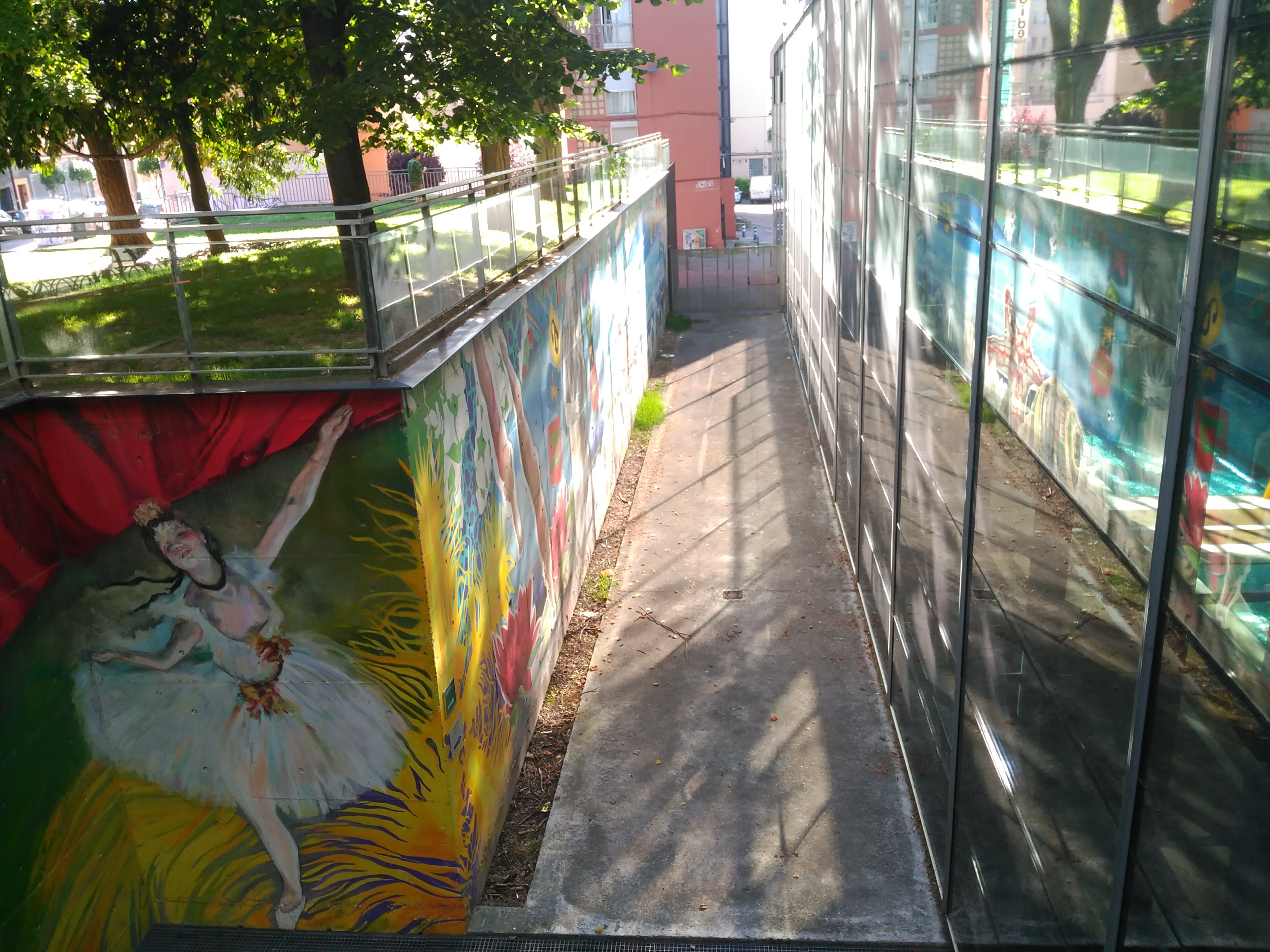
Somos Agua/Somos Arte, 2011
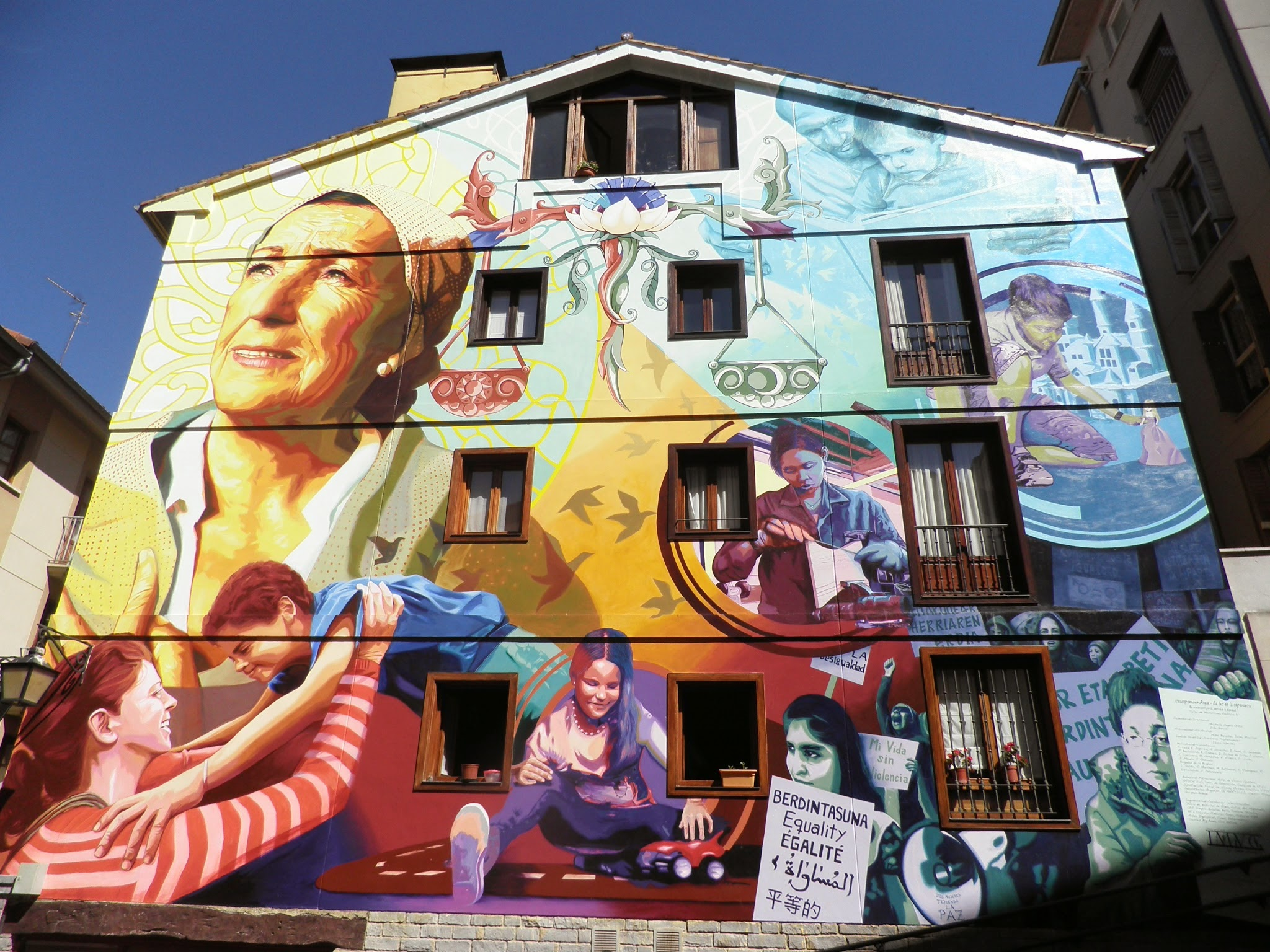
La Luz de la Esperanza, 2011
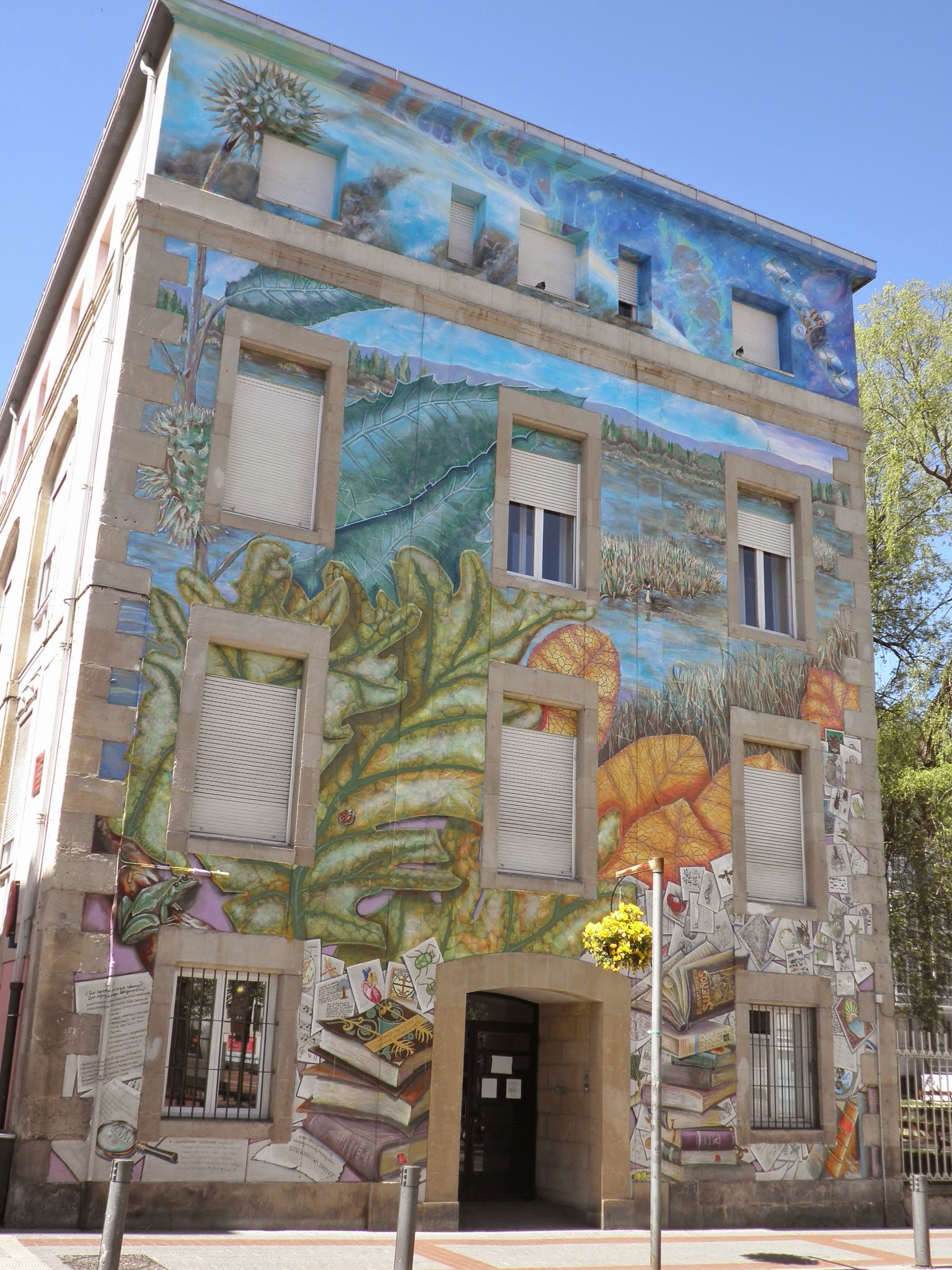
¿Qué haremos con lo que sabemos?, 2011
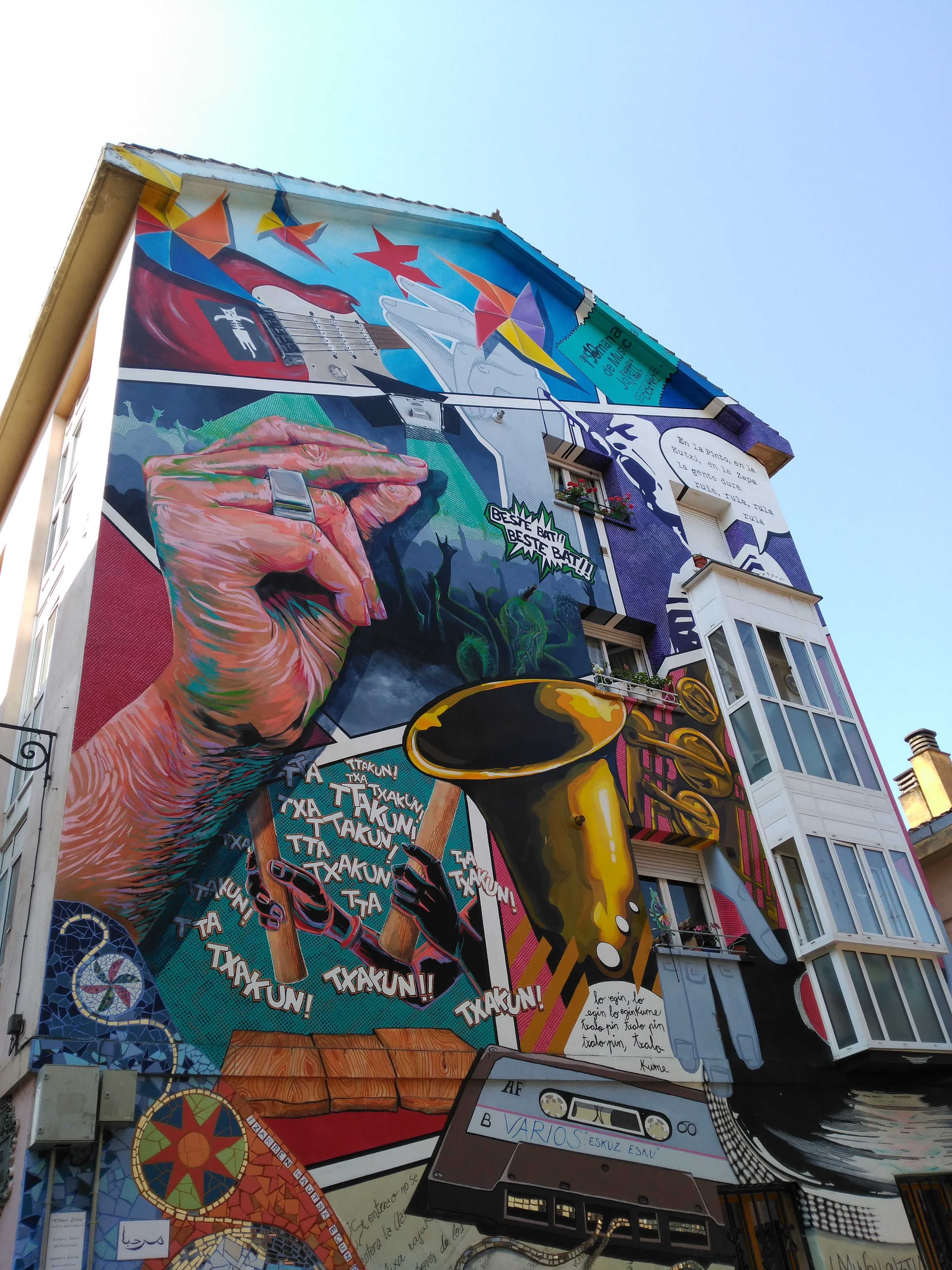
Eskuz Esku (Zapatería), 2010
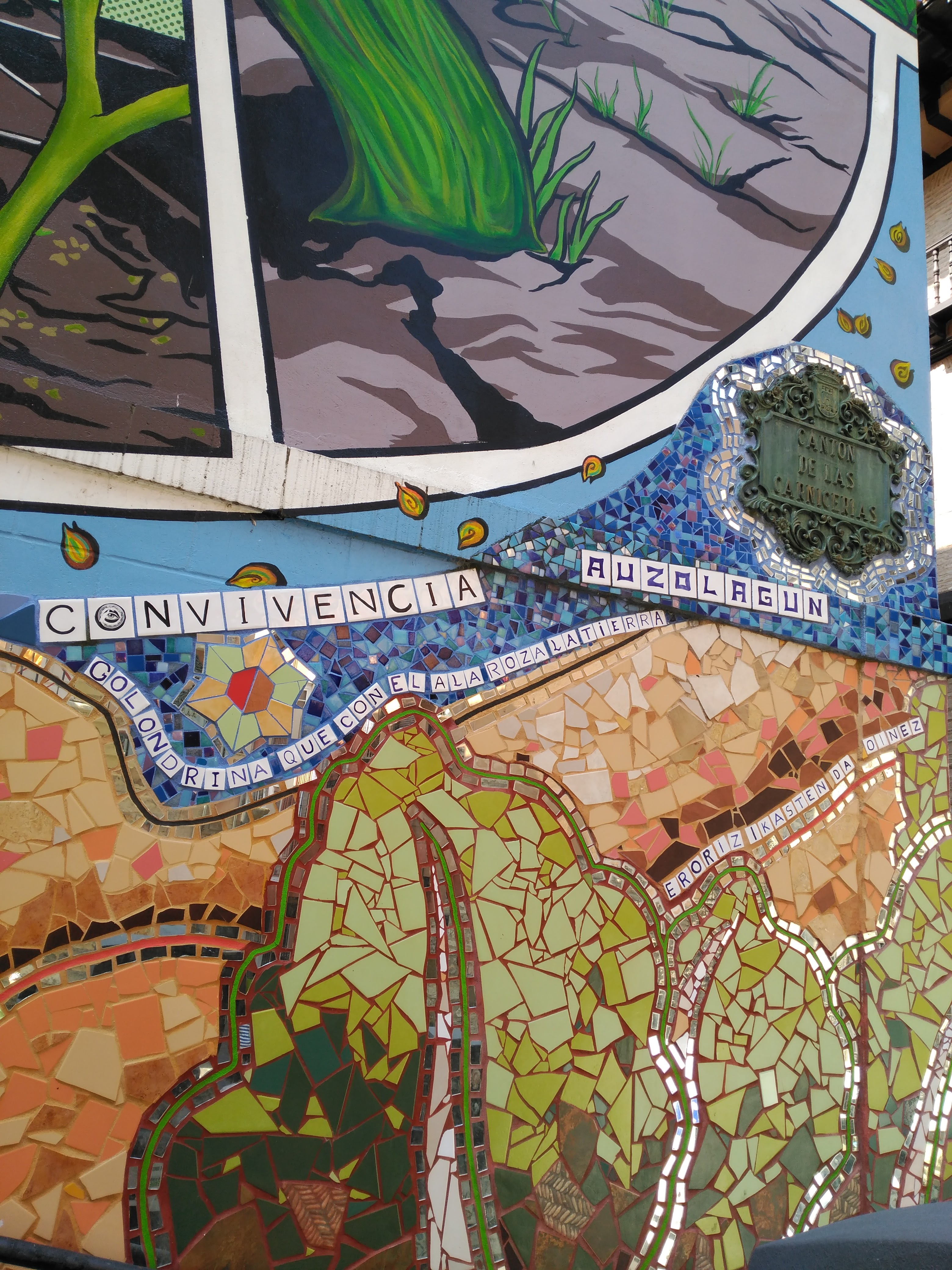
Eskuz Esku (Mosaico), 2010
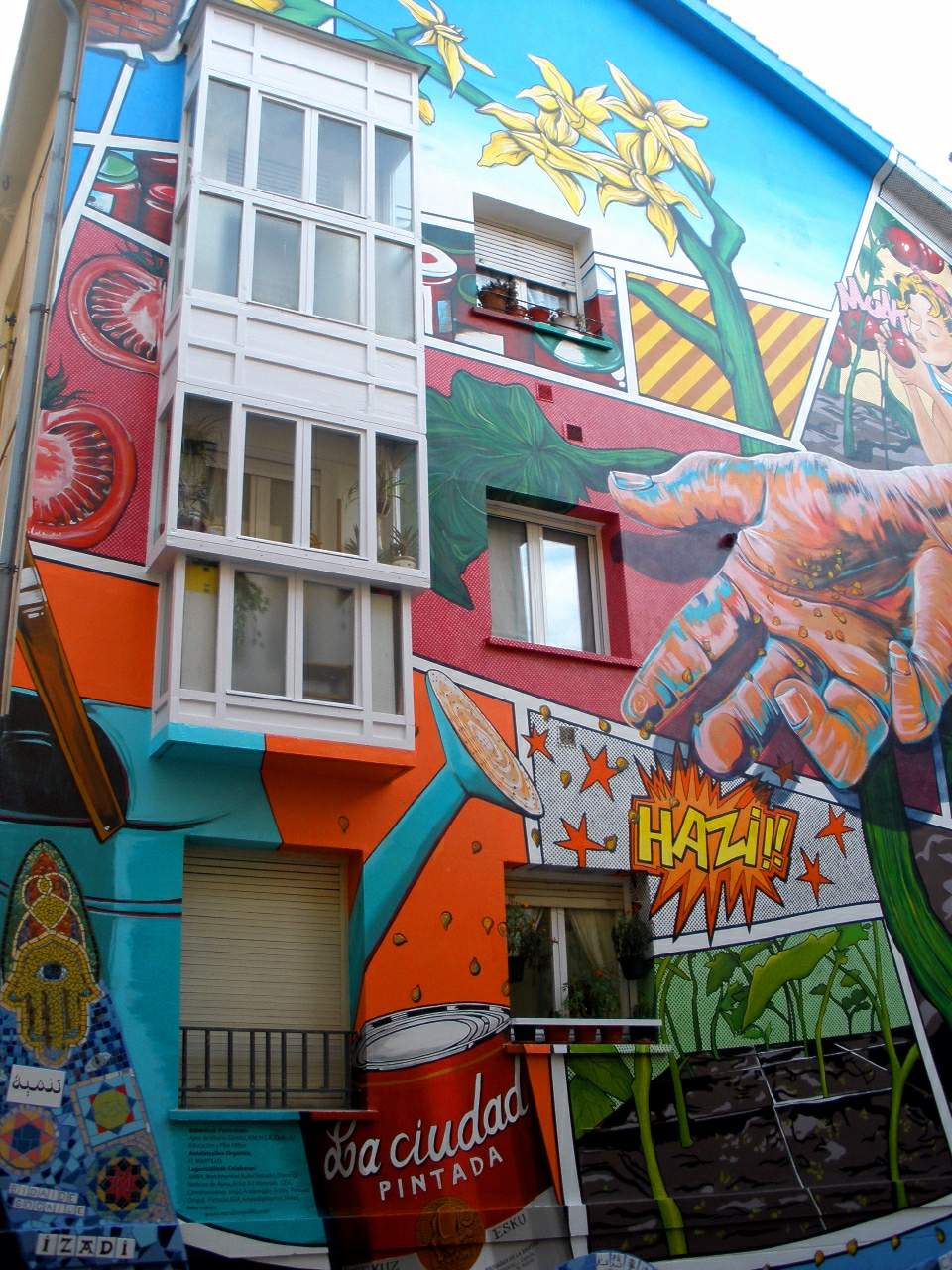
Eskuz Esku (Herrería),2010
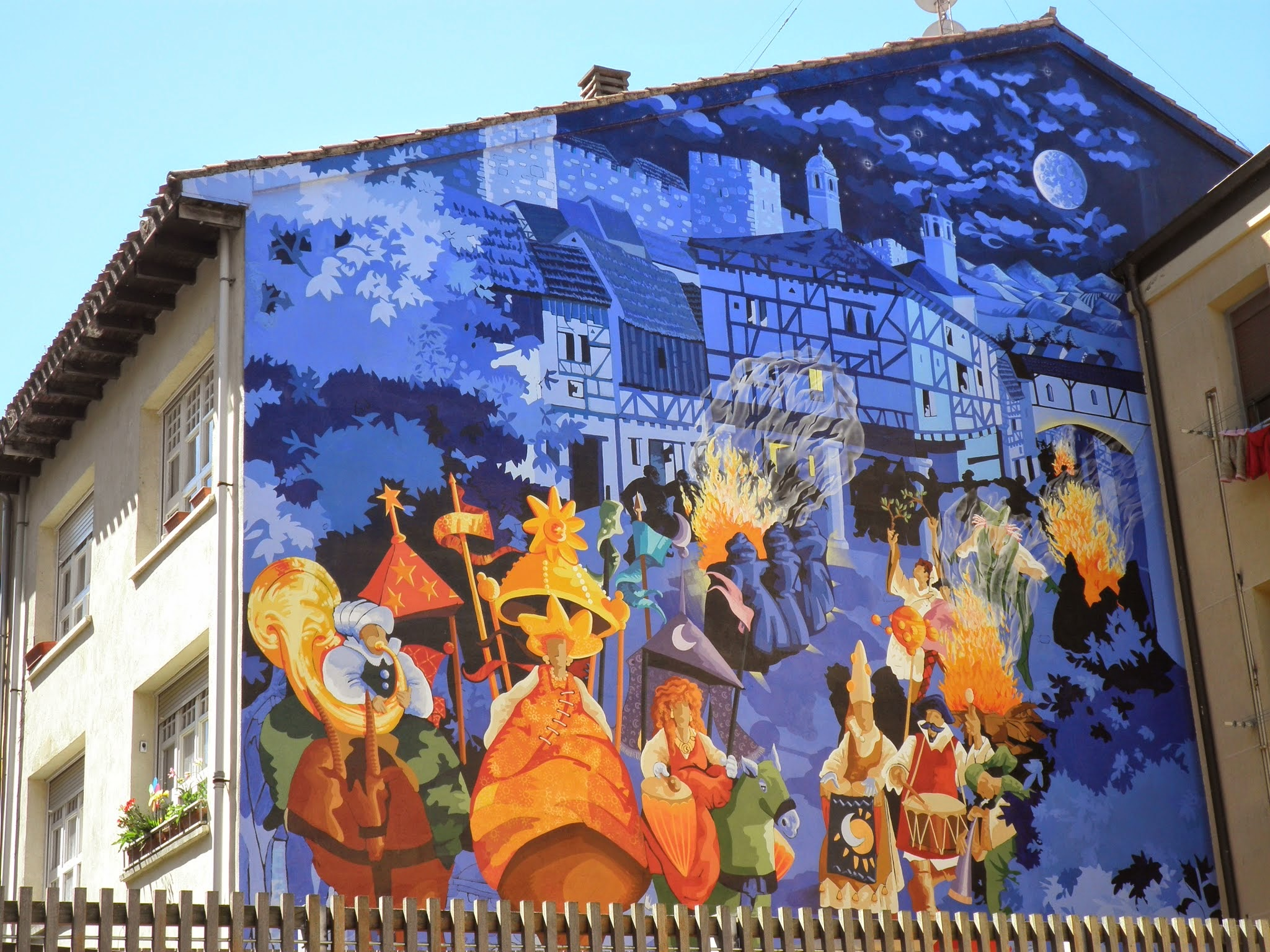
La noche más corta, 2010
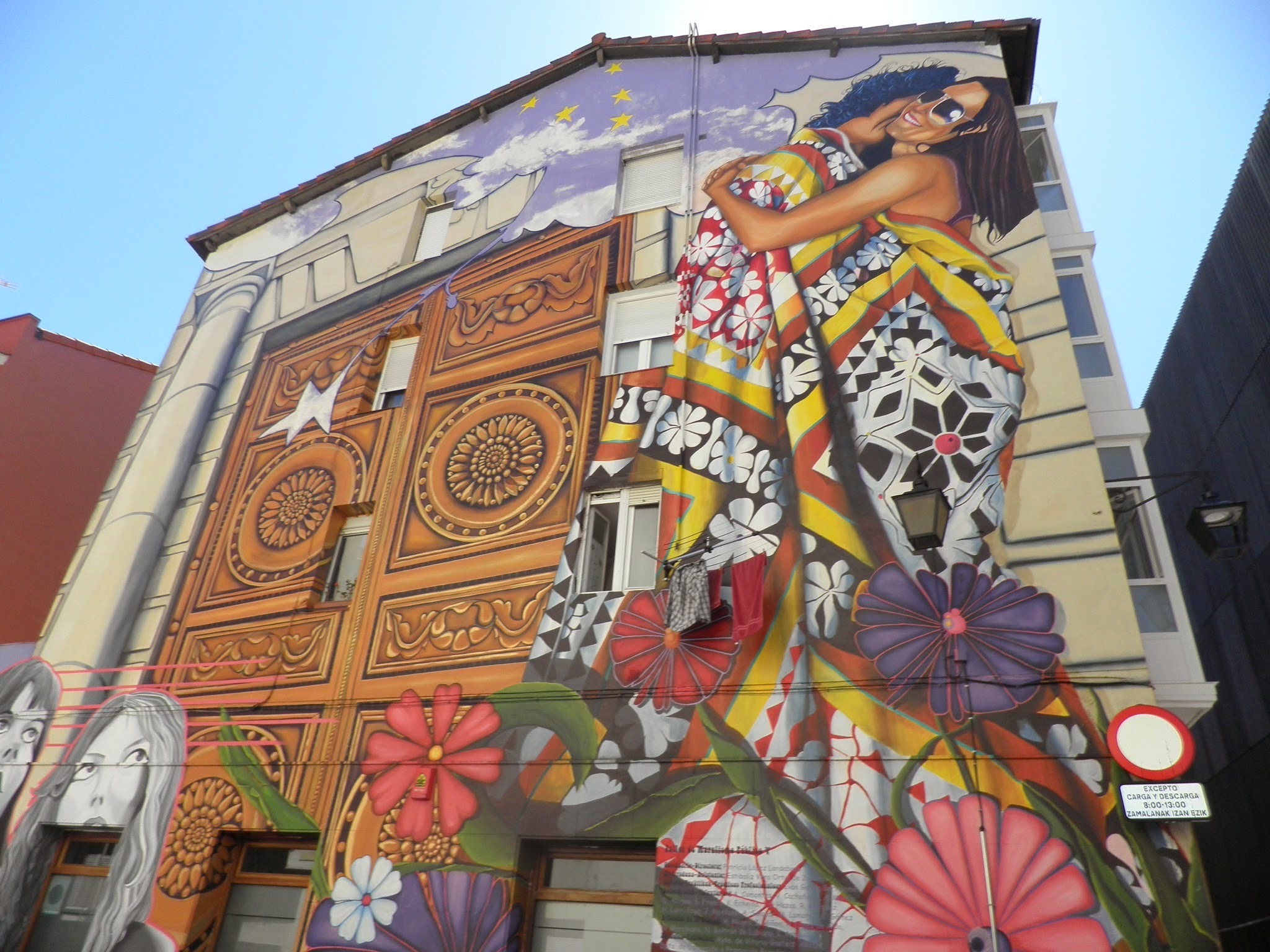
Cubiertos de Cielo y Estrellas, 2009
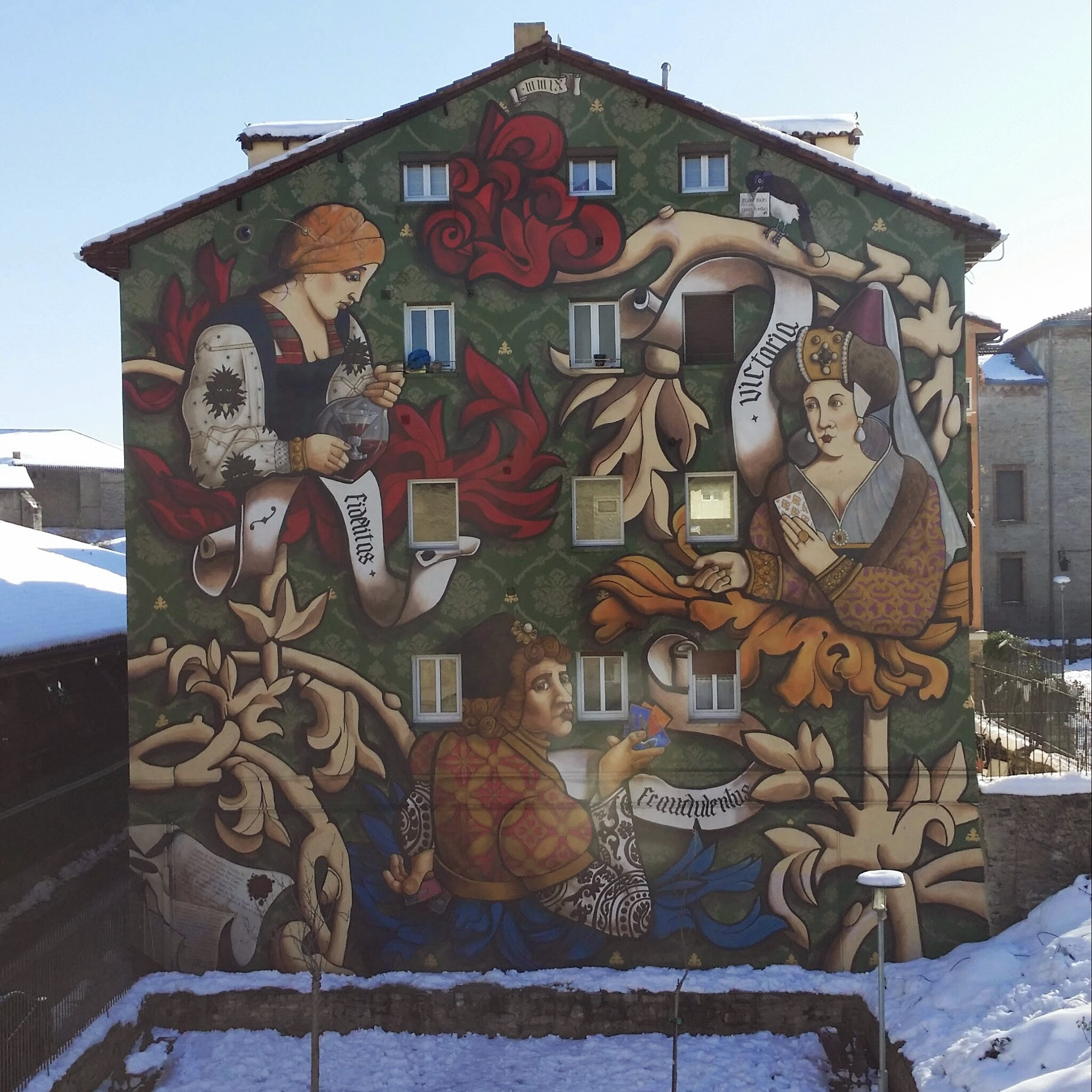
El Triunfo de Vitoria, 2009
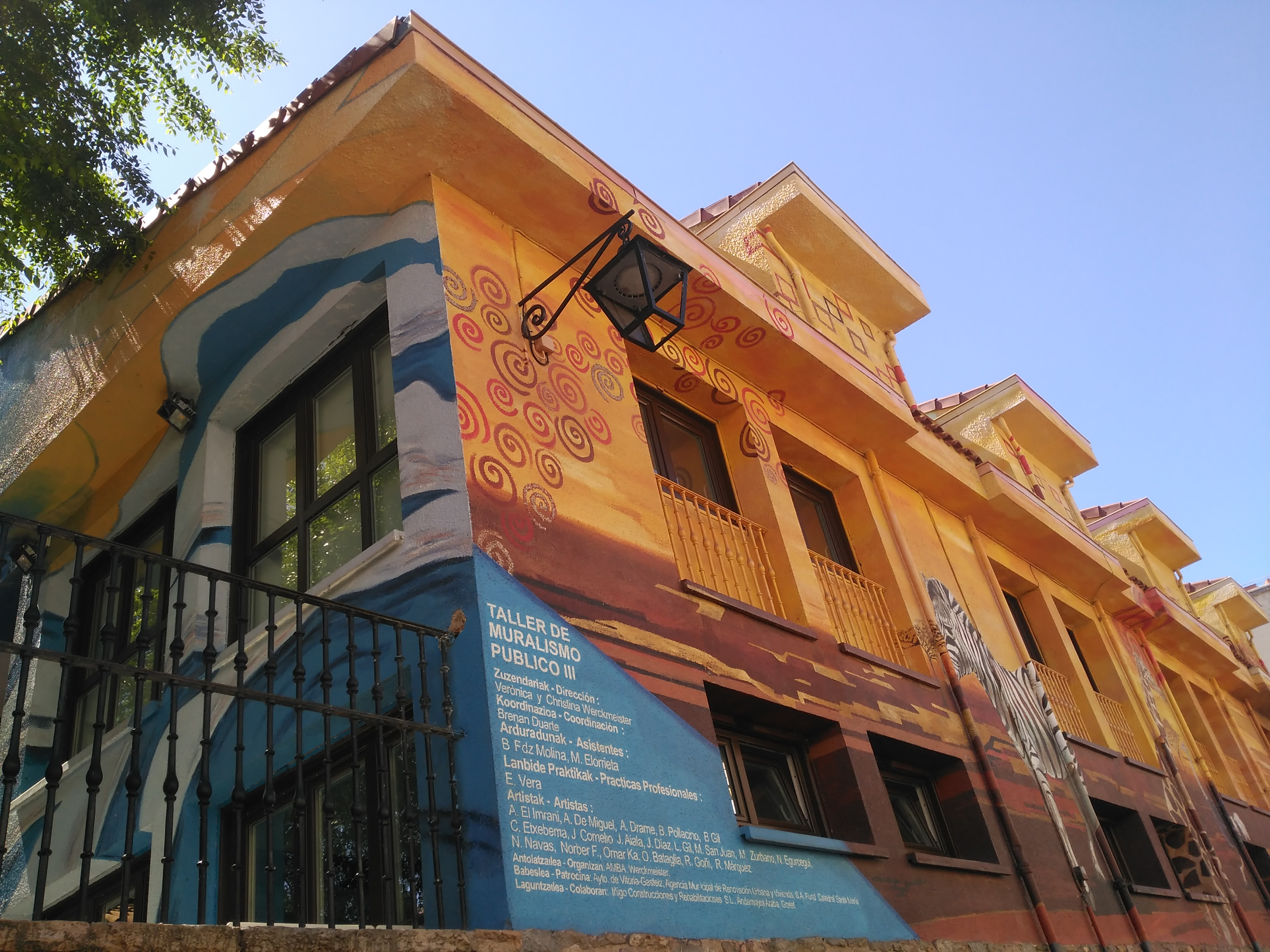
Continentes, 2008
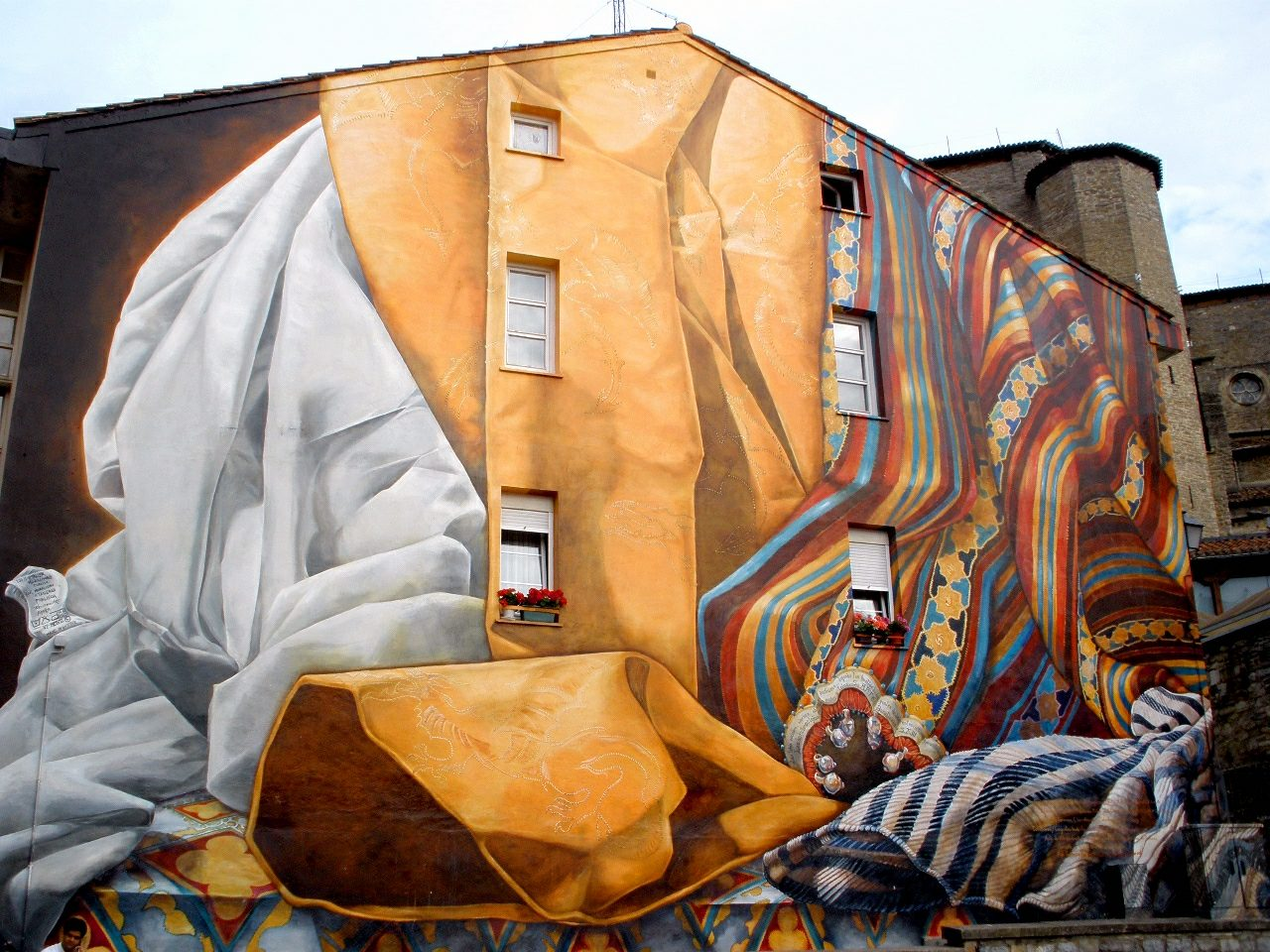
Al hilo del tiempo, 2007

## Premios y reconocimientos
- La metodología participativa de los murales de Vitoria premiada con la invitación al Programa International Visitor Leadership Program (IVLP), 2012.[25]